# Jäger 90 (Band)
Jäger 90 ist eine EBM-Band aus Rostock.

## Geschichte
Jäger 90 wurde 2005 von Thoralf Dietrich gegründet, der sowohl Ideengeber als auch die gesangliche Stimme des Projekts ist. Musikalischer Partner war von Anbeginn bis zum Jahr 2009 Stev Andres. Ab diesem Zeitpunkt löste Vigo Stahlmann ihn ab, nachdem Stev kurz zuvor die Teilnahme an einer Schwedentour absagte. Vigo Stahlmann sprang kurzfristig für Stev ein und nach Beendigung der Tour gab Stev seinen kompletten Ausstieg bekannt. Am 25. März 2015 wurde seitens der Band offiziell bekannt gegeben, dass Vigo Stahlmann aus privaten Gründen die Band verlassen habe. Als Nachfolger übernahm Marcel Lüke, der zudem bei Zweite Jugend als Mitbegründer und bei Combat Company und Tension Control als fester Schlagzeuger aktiv ist, den Part als Drummer.
Jäger 90 hat bislang fünf Alben veröffentlicht. Die beiden Alben namens Muskeln & Küsse (erschienen am 26. Dezember 2007) und Drischne Skasal (veröffentlicht am 14. September 2009) erschienen beim Label Electric Tremor Dessau. Am 13. August 2011 veröffentlichten Jäger 90 ihr neuestes Album Fleisch macht böse bei Out of Line. Auch auf diversen Samplern sind sie mit Beiträgen vertreten. So etwa 2006, 2008 und 2009 auf der Cold Hands Seduction des Sonic Seducer.
Die Band trat bei verschiedenen Festivals, wie etwa dem WGT 2008, dem Amphi Festival 2009, dem 7. Electro Attack Festival, dem Festival of Darkness 2010 oder dem Familientreffen 2005, 2007, 2009 und 2013 in Sandersleben auf. Auch beim Electronic Dreamz Festival 2010 gehörten sie zum Line-up.

## Stil
Die Band ist musikalisch im Bereich der Elektronischen Musik angesiedelt und hier der Stilrichtung Electronic Body Music zuzuordnen. Jäger 90 orientiert sich dabei musikalisch stark an dem genreprägenden Pionier-Projekt Deutsch Amerikanische Freundschaft. Gründungsmitglied Thoralf Dietrich ordnet die musikalisch Ausrichtung der Band „irgendwo zwischen Rammstein und Elektro“ ein.
Zur Klangerzeugung werden seitens Jäger 90 Sequenzer, Synthesizer und Percussionelemente verwendet. Dies ist ebenfalls bei Liveauftritten der Fall, wo weder Computer noch Arpeggiator genutzt werden, sondern nach wie vor auf analoge Sequenzer zurückgegriffen wird.

## Diskografie
Alben
- 2005: Harte Zeiten
- 2006: Total Debil
- 2007: Muskeln & Küsse (Electric Tremor Dessau)[10]
- 2009: Drischne Skasal (Electric Tremor Dessau)[11][12]
- 2011: Fleisch macht böse
- 2013: Wir bitten zum Tanz (EP)[13]